# المجلس الأعلى للجيوش (تونس)
المجلس الأعلى للجيوش التونسي هو المجلس الأعلى المنوط بشؤون القوات المسلحة التونسية. يتكون المجلس من قادة فروع القوات المسلّحة يترأسهم رئيس الجمهورية التونسية بصفته القائد الاعلى للقوات المسلحة . ويضم المجلس كل من: وزير الدفاع الوطني ، رئيس أركان القوات البرية ، رئيس أركان جيش الطيران ، رئيس أركان البحريّة الوطنية ، رئيس وكالة الاستخبارات والأمن للدفاع (الإستخبارات العسكريّة التونسيّة) والمتفقد العام للقوات المسلّحة .

## القوانين المنظمة
- أمر عدد 735 لسنة 1979 مؤرخ في 22 أوت 1979]] يتعلق بتنظيم وزارة الدفاع الوطني .
- الأمر عدد 671 لسنة 1975 المؤرخ في 25 سبتمبر 1975، المتعلق بضبط مشمولات أنظار وزير الدفاع الوطني
- الأمر عدد 672 لسنة 1975 المؤرخ في 25 سبتمبر 1975، المتعلق بتنظيم وزارة الدفاع الوطني حسبما وقع تنقيحه وإتمامه بالأمر عدد 80 لسنة 1978 المؤرخ في 15 فيفري 1978 .
- الفصل 6 (جديد) – نقح بمقتضى الأمر عدد 545 لسنة 1981 المؤرخ في 25 أفريل 1981 .

## اختصاصات المجلس
- يختص المجلس بدراسة كافة المسائل المتعلقة بالقوات المسلحة و بإختصاصاتها
- تحديد الأهداف والمهام الإستراتيجية بما يحقق الأهداف السياسية وأهداف السياسة العسكرية التي تحددها القيادة السياسية للدولة.
- تحديد حجم وشكل القوات المسلحة وتركيبها التنظيمي والتطور المستقبلي.
- الإستعداد القتالي للقوات المسلحة.
- إعداد سياسة استكمال القوات المسلحة وأسس التعبئة لها.
- وضع سياسة إيواء القوات المسلحة ودراسة حالة الانضباط العسكري والروح المعنوية.
- إقرار سياسة تدريب القوات المسلحة وإجراء المناورات والتدريبات المشتركة.
- إقرار سياسة تجهيز مسارح العمليات الحربية.
إعداد مشروعات القوانين والقواعد المنظمة لخدمة الأفراد بالقوات المسلحة والاقتراحات الخاصة بنظام التجنيد.
- إقرار سياسة المحافظة على أمن وسلامة القوات المسلحة.
- استعراض تقارير قادة الأفرع الرئيسية ورؤساء الهيئات وقادة الجيوش الميدانية والمناطق العسكرية ومديري الإدارات للوقوف على حالة الإستعداد القتالي للقوات المسلحة.